# Ciudad segura
Ciudad segura es un concepto de diseño urbano que se refiere a la seguridad física de los ciudadanos y su derecho a transitar libremente por la ciudad y disfrutar de los espacios públicos. En una ciudad segura se reducirían la violencia urbana, el delito, los atracos, el robo, el vandalismo, los crímenes y las amenazas terroristas. Desde la perspectiva de género, este concepto se ha aplicado a la seguridad de las mujeres en las ciudades y, se ha convertido, en uno de los temas clave del urbanismo. Esta noción se vincula directamente con la idea de una ciudad inclusiva también para las mujeres y temas de planificación y gestión humana.
El concepto ciudad segura se refiere al derecho de las mujeres a la circulación, libres de violencias en los espacios públicos. Una ciudad es segura cuando los derechos de las mujeres están garantizados y ellas pueden circular libremente y sin temor en los espacios públicos.

## Concepto
El origen del concepto se encuentra en la Prevención del Delito a través del Diseño Ambiental o CPTED por sus siglas en inglés (de Crime Prevention Through Environmental Design), creado por el criminólogo Clarence Ray Jeffery en 1971. Jane Jacobs y Oscar Newman lo convirtieron en un concepto de diseño urbano.
Los fenómenos de violencia urbana cambian según el sexo, la edad y la posición social. El uso y disfrute de las ciudades depende de si se es varón o mujer, joven o anciano. La violencia de género y la violencia machista (o violencia contra las mujeres) aparecen tanto en la esfera privada como en la esfera pública. El espacio público es uno de los derechos fundamentales de la ciudadanía. Una ciudad segura dispone de buenos espacios públicos para multiplicar las posibilidades de contacto social entre las personas. Diversos estudios han mostrado que la seguridad es una dimensión condicionante del uso y la apropiación del espacio público por parte de las mujeres.

## Perspectiva de género de ciudad segura
En varias ciudades del mundo se tomó en cuenta la idea de ciudad segura pensando en las mujeres.
El concepto ciudad segura se refiere al derecho de las mujeres a la circulación, libres de violencias, en los espacios públicos. La influencia del género en el uso de los espacios urbanos es muy importante. El concepto de un ciudad segura proviene de pensar políticas públicas que incluyan una perspectiva de género en la esfera pública de los espacios compartidos y reformular el tema en términos de ciudadanía. La relación entre la seguridad en el espacio público y la seguridad en el espacio privado es esencial para entender la sensación de inseguridad de las mujeres.
Una ciudad segura desde la perspectiva de género toma en cuenta los siguientes ítems:
1. La violencia hacia las mujeres en las ciudades.
2. Las políticas de seguridad urbana y el enfoque de género.
3. Las convenciones internacionales y el derecho de las mujeres a una vida sin violencia.
4. Criterios para la incorporación de la perspectiva de género en las políticas de seguridad urbana.
5. La intervención en el espacio urbano.

Las mujeres y niñas tienen mayores dificultades que los varones a la hora de transitar ciertos espacios públicos, debido a los peligros que estos implican para ellas. Muchos espacios públicos quedan vedados a las mujeres por ser peligrosos. Estos sitios se convierten en espacios por los que las mujeres no transitan y en los cuales ellas pierden el derecho al ejercicio de la movilidad y la recreación. En algunos casos están directamente relacionados con la educación. En todos los países, las mujeres evitan salir a determinadas horas o circular por determinados lugares en las ciudades, por los riesgos reales y concretos que corren. Existen investigaciones que muestran cómo el miedo a la violencia se convierte en un motivo de exclusión para las mujeres en muchos espacios públicos.
Las estadísticas en todos los países muestran que las mujeres son robadas en mayor proporción que los varones a la salida del trabajo, que son acosadas sexualmente, manoseadas, intimidadas y abusadas sexualmente en los medios de transporte público y en la calle.
Desde que la violencia de género empezó a formar parte de las políticas de seguridad, el concepto de ciudad segura empezó a ser tenido en cuenta por las políticas públicas. Cuando los espacios públicos se conciben como sitios donde se promueve la integración social y la convivencia otorgándole vitalidad a la ciudad, se la hace más segura en vez de pensarla únicamente como una zona decorativa. Esto la convierte en una ciudad segura. Esto ha colocado, como tema central en la agenda pública de seguridad ciudadana, que el abordaje integral de la violencia contra las mujeres necesita prestar tomar en cuenta lo que sucede en los espacios públicos de la ciudad con las mujeres. Los espacios de mayor percepción de violencia hacia las mujeres son los humedales, los parques, los lotes baldíos, las calles cerradas y el sistema de transporte.

## Programas
Existen programas para ciudades seguras en África, América Central y del Sur, los Estados Árabes, Asia y el Pacífico, América del Norte y Europa. Debido al acoso sexual, en algunos países, como Brasil, México, Perú, Egipto, Malasia, Tailandia, Israel, Emiratos Árabes Unidos, Japón o India, existen vagones de tren o subterráneo exclusivos para mujeres.
En 1989, en Toronto se creó el Comité Ciudad Segura, para pensar la creación de ambientes seguros en los espacios públicos y en el transporte público, especialmente para mujeres y otros ciudadanos vulnerables. Desde ese momento, la promoción de ciudades seguras desde una perspectiva de género ha cobrado relevancia en el diseño urbanístico de muchas ciudades. Numerosas encuestas a mujeres sobre la percepción de sitios inseguros lograron transformar los diseños de los espacios públicos en Canadá y en Reino Unido.

### Argentina
En la Ciudad Autónoma de Buenos Aires se tomaron medidas institucionales dirigidas a intervenir en casos de violencia de género y violencia doméstica. contra las mujeres dentro del marco de las políticas urbanas de seguridad para lograr una ciudad segura para las mujeres. El gobierno de la ciudad creó la Línea Acoso, una iniciativa para acompañar a las mujeres que día a día sufren acoso en el transporte público y puedan denunciarlo. Esto le sirve también al gobierno para generar estadísticas para el diseño de políticas públicas más efectivas.

### India
En India, la falta de ciudades seguras es un grave problema. Cientos de millones de mujeres salen cada día, cuando anochece, a campo abierto para hacer sus necesidades porque no tienen baños en sus viviendas. Las mujeres salen con temor y muchas veces son violadas o asesinadas.

### Japón
En Tokio, estudios mostraron que dos tercios de las mujeres habían sufrido algún tipo de abuso o acoso sexual en el transporte público, por lo cual existen transportes exclusivos para mujeres.

### México
México es uno de los países comprometidos a crear ciudades seguras. En 2008, en México, se llevó a cabo el Primer Encuentro Internacional sobre Ciudades Seguras para las Mujeres. En el Instituto Queretano de la Mujer en Querétaro, se realizó el foro Ciudades Seguras, en el cual se debatió sobre la generación de espacios públicos seguros para las mujeres.
En 2016, el Gobierno de la Ciudad de México creó la Comisión Interinstitucional del Programa Ciudad segura y amigable para mujeres y niñas. En México, el gobierno lanzó un programa llamado Ciudad segura, que incluye la aplicación llamada Vive Segura Ciudad de México, para que las mujeres puedan hacer llamadas de emergencia ante un peligro inminente contra su seguridad.

### Perú
En 2009, se creó el Programa para la Reducción de Riesgos Urbanos en Perú, para lograr ciudades seguras e inclusivas.